# Gare de Chemilly - Appoigny
La gare de Chemilly - Appoigny est une gare ferroviaire française de la ligne de Laroche-Migennes à Cosne, située sur le territoire de la commune de Chemilly-sur-Yonne, à proximité d'Appoigny, dans le département de l'Yonne, en région Bourgogne-Franche-Comté.
Elle est mise en service en 1855 par la Compagnie du chemin de fer de Paris à Lyon (PL). C'est une halte ferroviaire de la Société nationale des chemins de fer français (SNCF) desservie par les trains du réseau TER Bourgogne-Franche-Comté.

## Situation ferroviaire
Établie à 92 m d'altitude, la gare de Chemilly - Appoigny est située au point kilométrique (PK) 162,687 de la ligne de Laroche-Migennes à Cosne, entre les gares ouvertes de Laroche - Migennes et de Monéteau - Gurgy.
Elle est équipée de deux quais : le quai « 1 » dispose d'une longueur utile de 125 m, pour la voie « 1 », le quai « 2 » d'une longueur utile de 108 m, pour la voie « 2 ».
La gare dispose d'un petit poste d'aiguillage, mais toutefois important car il gère le passage de la section à double voie, en provenance de Laroche-Migennes, à celle à voie unique en direction d'Auxerre-Saint-Gervais, et, au-delà, vers les gares du Morvan (Clamecy, d'une part, et Avallon, d'autre part, via la bifurcation de Cravant - Bazarnes).

## Histoire
La station de Chemilly est mise en service par la Compagnie du chemin de fer de Paris à Lyon (PL) le 11 août 1855, lors de l'inauguration de son embranchement de Laroche à Auxerre.

## Service des voyageurs

### Accueil
Halte SNCF, c'est un point d'arrêt non géré (PANG) à accès libre.

### Desserte
Chemilly - Appoigny est desservie par des trains TER Bourgogne-Franche-Comté qui effectuent des missions entre les gares de Laroche - Migennes et d'Auxerre-Saint-Gervais.

### Intermodalité
Le stationnement des véhicules est possible à proximité de l'ancien bâtiment voyageurs.